# 异囊藻目
異囊藻目（Heterogloeales）為藻類植物之一植物目。該植物於植物分類表上，歸於黃藻門（Xanthophyta） (Chromophyta)黃藻綱 (Xanthophyceae) ，同綱者尚有異鞭藻目（Heterochloridales）等等。